# Орталык (Жамбылский район)
Орталык (каз. Орталық) — упразднённое село в Жамбылском районе Северо-Казахстанской области Казахстана. Входило в состав Троицкого сельского округа. Исключено из учётных данных в 2024 году.
Код КАТО — 594663200.

## Население
В 1999 году численность населения села составляла 492 человека (252 мужчины и 240 женщин). По данным переписи 2009 года, в селе проживало 215 человек (121 мужчина и 94 женщины).